# Lankschanzen
Lankschanzen - kompleks skoczni narciarskich w austriackiej miejscowości Dornbirn. Na kompleks ten składają się obiekty o punktach konstrukcyjnych K75, K50 oraz K25.
Żaden z obiektów nie jest wyposażony w maty igelitowe.

## Dane skoczni K75
- Punkt konstrukcyjny: 75 m
- Wielkość skoczni (HS): 83 m
- Punkt sędziowski: 83 m
- Rekord skoczni: 82 m -  Niklas Gutknecht (18.03.2007)
- Długość rozbiegu: b.d.
- Nachylenie rozbiegu: b.d.
- Długość progu: b.d.
- Nachylenie progu: 10°
- Wysokość progu: b.d.
- Nachylenie zeskoku: 33,2°
- Średnia prędkość na rozbiegu: b.d.

## Dane skoczni K50
- Punkt konstrukcyjny: 50 m
- Wielkość skoczni (HS): b.d.
- Punkt sędziowski: b.d.
- Rekord skoczni: 57 m -  Johannes Lenz (17.01.2006)
- Długość rozbiegu: b.d.
- Nachylenie rozbiegu: b.d.
- Długość progu: b.d.
- Nachylenie progu: b.d.
- Wysokość progu: b.d.
- Nachylenie zeskoku: b.d.
- Średnia prędkość na rozbiegu: b.d.